# Joe Cada

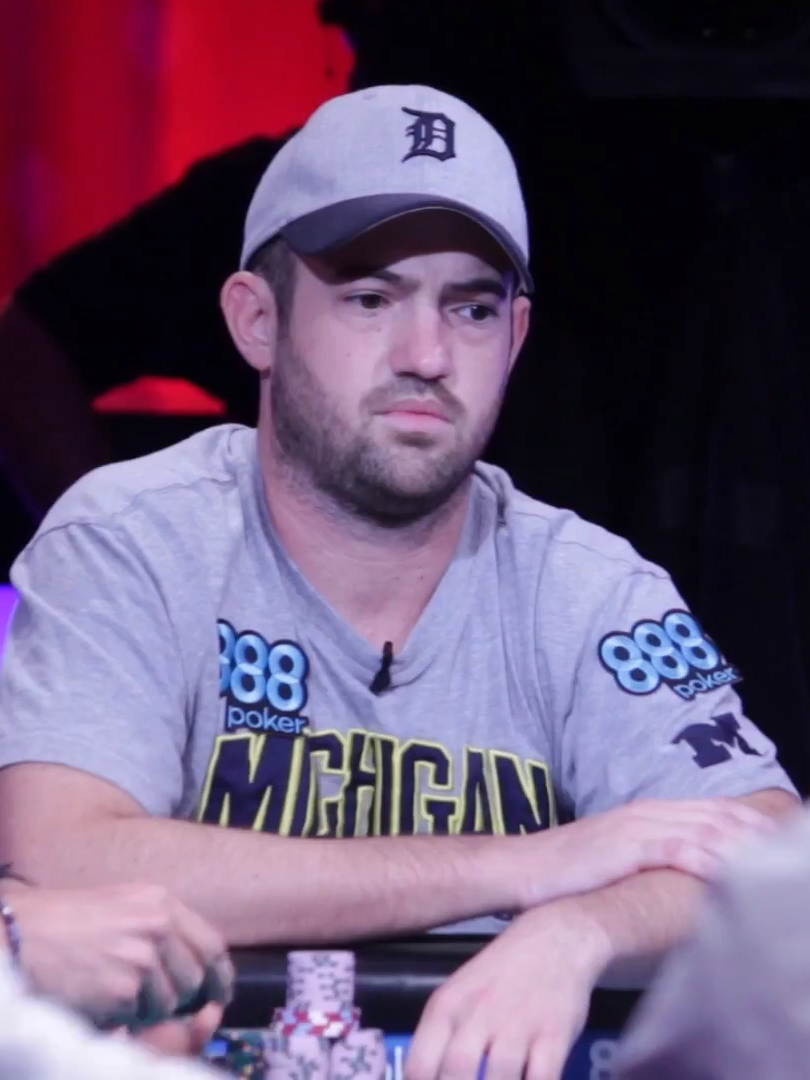
Joe Cada

Joe Cada, född 18 november 1987, är en amerikansk pokerspelare och den yngsta någonsin att vinna VM i poker WSOP 2009. Han är sponsrad av pokersidan PokerStars.